# Campionato mondiale di hockey su ghiaccio - Seconda Divisione 2023
Il Campionato mondiale di hockey su ghiaccio - Seconda Divisione 2023 fu un torneo di hockey su ghiaccio organizzato dall'International Ice Hockey Federation.

Il torneo del gruppo A si giocò a Madrid, in Spagna, dal 16 al 22 aprile, mentre il torneo del gruppo B si giocò a Istanbul, in Turchia, dal 17 al 23 aprile 2023.

## Gruppo A

### Partecipanti
| Nazionale | Qualificazione                                         |
| --------- | ------------------------------------------------------ |
| Australia | Terza nella Seconda Divisione A del 2019.              |
| Croazia   | Terza nella Seconda Divisione A del 2022.              |
| Spagna    | Ospitante, quarta nella Seconda Divisione A del 2022.  |
| Israele   | Quinto nella Seconda Divisione A del 2022.             |
| Islanda   | Prima nella Seconda Divisione B del 2022 e promossa.   |
| Georgia   | Seconda nella Seconda Divisione B del 2022 e promossa. |

### Classifica
| Pos | Squadra    | G | V | VS | PS | P | GF | GS | DG  | Pt | Promozione o retrocessione        |
| --- | ---------- | - | - | -- | -- | - | -- | -- | --- | -- | --------------------------------- |
| 1   | Spagna (H) | 5 | 5 | 0  | 0  | 0 | 30 | 9  | +21 | 15 | Promossa in Prima Divisione B     |
| 2   | Georgia    | 5 | 4 | 0  | 0  | 1 | 20 | 8  | +12 | 12 |                                   |
| 3   | Croazia    | 5 | 3 | 0  | 0  | 2 | 26 | 18 | +8  | 9  |                                   |
| 4   | Australia  | 5 | 1 | 0  | 0  | 4 | 16 | 22 | −6  | 3  |                                   |
| 5   | Israele    | 5 | 1 | 0  | 0  | 4 | 14 | 37 | −23 | 3  |                                   |
| 6   | Islanda    | 5 | 1 | 0  | 0  | 4 | 14 | 26 | −12 | 3  | Retrocessa in Seconda Divisione B |

1. 1 2 3  Australia 3 pt., DG +4; Israele 3 pt., DG -2; Islanda 3 pt., DG -2. Israele–Islanda 7–3.

### Risultati
| Madrid 16 aprile 2023, ore 12:30 UTC+2 | Georgia | 4 – 1 (2-0, 1-1, 1-0) referto | Islanda | Pista de Hielo (77 spett.) |

| Madrid 16 aprile 2023, ore 16:00 UTC+2 | Australia | 4 – 6 (0-3, 4-2, 0-1) referto | Croazia | Pista de Hielo (117 spett.) |

| Madrid 16 aprile 2023, ore 19:30 UTC+2 | Spagna | 8 – 2 (2-0, 5-1, 1-1) referto | Israele | Pista de Hielo (1150 spett.) |

| Madrid 17 aprile 2023, ore 12:30 UTC+2 | Croazia | 6 – 2 (2-0, 3-1, 1-1) referto | Islanda | Pista de Hielo (64 spett.) |

| Madrid 17 aprile 2023, ore 16:00 UTC+2 | Israele | 3 – 7 (2-1, 1-3, 0-3) referto | Georgia | Pista de Hielo (76 spett.) |

| Madrid 17 aprile 2023, ore 19:30 UTC+2 | Spagna | 8 – 1 (2-0, 4-0, 2-1) referto | Australia | Pista de Hielo (967 spett.) |

| Madrid 19 aprile 2023, ore 12:30 UTC+2 | Croazia | 12 – 1 (4-1, 4-0, 4-0) referto | Israele | Pista de Hielo (256 spett.) |

| Madrid 19 aprile 2023, ore 16:00 UTC+2 | Australia | 2 – 4 (1-1, 1-0, 0-3) referto | Islanda | Pista de Hielo (237 spett.) |

| Madrid 19 aprile 2023, ore 19:30 UTC+2 | Spagna | 2 – 0 (0-0, 1-0, 1-0) referto | Georgia | Pista de Hielo (1169 spett.) |

| Madrid 21 aprile 2023, ore 12:30 UTC+2 | Israele | 1 – 7 (0-2, 1-3, 0-2) referto | Australia | Pista de Hielo (374 spett.) |

| Madrid 21 aprile 2023, ore 16:00 UTC+2 | Georgia | 6 – 0 (1-0, 1-0, 4-0) referto | Croazia | Pista de Hielo (197 spett.) |

| Madrid 21 aprile 2023, ore 19:30 UTC+2 | Islanda | 4 – 7 (1-2, 1-2, 2-3) referto | Spagna | Pista de Hielo (1500 spett.) |

| Madrid 22 aprile 2023, ore 12:30 UTC+2 | Australia | 2 – 3 (1-0, 0-3, 1-0) referto | Georgia | Pista de Hielo (195 spett.) |

| Madrid 22 aprile 2023, ore 16:00 UTC+2 | Islanda | 3 – 7 (1-1, 2-4, 0-2) referto | Israele | Pista de Hielo (260 spett.) |

| Madrid 22 aprile 2023, ore 19:30 UTC+2 | Croazia | 2 – 5 (2-1, 0-1, 0-3) referto | Spagna | Pista de Hielo (1500 spett.) |

## Gruppo B

### Partecipanti
| Nazionale           | Qualificazione                                                  |
| ------------------- | --------------------------------------------------------------- |
| Nuova Zelanda       | Terza nella Seconda Divisione B del 2019.                       |
| Belgio              | Terzo nella Seconda Divisione B del 2022.                       |
| Bulgaria            | Quarto nella Seconda Divisione B del 2022.                      |
| Messico             | Quinto nella Seconda Divisione B del 2022.                      |
| Emirati Arabi Uniti | Primi nella Terza Divisione A del 2022 e promossi.              |
| Turchia             | Ospitante, seconda nella Terza Divisione A del 2022 e promossa. |

### Classifica
| Pos | Squadra             | G | V | VS | PS | P | GF | GS | DG  | Pt | Promozione o retrocessione      |
| --- | ------------------- | - | - | -- | -- | - | -- | -- | --- | -- | ------------------------------- |
| 1   | Emirati Arabi Uniti | 5 | 5 | 0  | 0  | 0 | 35 | 10 | +25 | 15 | Promossa in Seconda Divisione A |
| 2   | Belgio              | 5 | 4 | 0  | 0  | 1 | 33 | 10 | +23 | 12 |                                 |
| 3   | Bulgaria            | 5 | 3 | 0  | 0  | 2 | 19 | 20 | −1  | 9  |                                 |
| 4   | Nuova Zelanda       | 5 | 2 | 0  | 0  | 3 | 15 | 22 | −7  | 6  |                                 |
| 5   | Turchia (H)         | 5 | 1 | 0  | 0  | 4 | 12 | 26 | −14 | 3  |                                 |
| 6   | Messico             | 5 | 0 | 0  | 0  | 5 | 10 | 36 | −26 | 0  | Retrocessa in Terza Divisione A |

### Risultati
| Istanbul 17 aprile 2023, ore 13:00 UTC+3 | Nuova Zelanda | 1 – 4 (0-0, 0-1, 1-3) referto | Belgio | Zeytinburnu Ice Rink (51 spett.) |

| Istanbul 17 aprile 2023, ore 16:30 UTC+3 | Bulgaria | 4 – 2 (1-1, 2-0, 1-1) referto | Messico | Zeytinburnu Ice Rink (63 spett.) |

| Istanbul 17 aprile 2023, ore 20:30 UTC+3 | Turchia | 0 – 8 (0-3, 0-4, 0-1) referto | Emirati Arabi Uniti | Zeytinburnu Ice Rink (85 spett.) |

| Istanbul 18 aprile 2023, ore 13:00 UTC+3 | Bulgaria | 7 – 2 (4-0, 0-0, 3-2) referto | Nuova Zelanda | Zeytinburnu Ice Rink (63 spett.) |

| Istanbul 18 aprile 2023, ore 16:30 UTC+3 | Belgio | 3 – 4 (0-2, 1-2, 2-0) referto | Emirati Arabi Uniti | Zeytinburnu Ice Rink (78 spett.) |

| Istanbul 18 aprile 2023, ore 20:30 UTC+3 | Messico | 0 – 5 (0-3, 0-1, 0-1) referto | Turchia | Zeytinburnu Ice Rink (185 spett.) |

| Istanbul 20 aprile 2023, ore 13:00 UTC+3 | Nuova Zelanda | 1 – 7 (1-1, 0-4, 0-2) referto | Emirati Arabi Uniti | Zeytinburnu Ice Rink (54 spett.) |

| Istanbul 20 aprile 2023, ore 16:30 UTC+3 | Belgio | 11 – 2 (4-0, 4-2, 3-0) referto | Messico | Zeytinburnu Ice Rink (45 spett.) |

| Istanbul 20 aprile 2023, ore 20:30 UTC+3 | Bulgaria | 5 – 3 (1-0, 2-0, 2-3) referto | Turchia | Zeytinburnu Ice Rink |

| Istanbul 21 aprile 2023, ore 13:00 UTC+3 | Messico | 2 – 7 (1-2, 0-3, 1-2) referto | Nuova Zelanda | Zeytinburnu Ice Rink (43 spett.) |

| Istanbul 21 aprile 2023, ore 16:30 UTC+3 | Emirati Arabi Uniti | 7 – 2 (2-0, 5-1, 0-1) referto | Bulgaria | Zeytinburnu Ice Rink (87 spett.) |

| Istanbul 21 aprile 2023, ore 20:30 UTC+3 | Turchia | 2 – 9 (2-2, 0-4, 0-3) referto | Belgio | Zeytinburnu Ice Rink (428 spett.) |

| Istanbul 23 aprile 2023, ore 13:00 UTC+3 | Emirati Arabi Uniti | 9 – 4 (3-0, 1-2, 5-2) referto | Messico | Zeytinburnu Ice Rink (48 spett.) |

| Istanbul 23 aprile 2023, ore 16:30 UTC+3 | Belgio | 6 – 1 (2-0, 2-1, 2-0) referto | Bulgaria | Zeytinburnu Ice Rink (55 spett.) |

| Istanbul 23 aprile 2023, ore 20:30 UTC+3 | Nuova Zelanda | 4 – 2 (4-0, 0-0, 0-2) referto | Turchia | Zeytinburnu Ice Rink (610 spett.) |